# Код аеропорту ІАТА
Код аеропорту IATA (англ. IATA airport code), також відомий як ідентифікатор місцеположення IATA (англ. IATA location identifier), код станції IATA (англ. IATA station code) або просто ідентифікатор місцезнаходження (англ. location identifier), є три-літерним кодом, який позначає багато аеропортів і метрополійних районів по всьому світу, визначений Міжнародною асоціацією повітряного транспорту (IATA). Символи, які помітно відображаються на багажних квитанціях, прикріплених до столів для реєстрації в аеропорту, є прикладом того, як ці коди використовуються.
Присвоєння цих кодів регулюється Резолюцією ІАТА 763, і керується штаб-квартирою ІАТА в Монреалі. Коди публікуються кожні пів року в каталозі кодування авіакомпанії IATA.
IATA також надає коди для залізничних станцій та для організацій, що обслуговують аеропорти.